# Рейтинг надёжности автомобилей
Рейтинг надежности автомобилей - оценка (от английского термина «rating») надежности новых или подержанных автомобилей по определенной шкале. Надежность автомобилей, как технически сложного продукта – одна из основных потребительских характеристик. Поэтому данному вопросу уделяется пристальное внимание различными организациями.

## Виды рейтингов надежности
Рейтинги надежности автомобилей составляются различными способами.
Наиболее распространены следующие:
- Метод на основе опроса пользователей. Этот метод наиболее распространённый. Таким образом можно собрать максимальное число отзывов / данных по автомобилям.  Данные таким образом собирает, например авторитетный журнал потребителей Consumer Reports . Интересны так же рейтинги, основанные на обработке отзывов пользователей в интернете. Проекты на эту тему появляются во многих странах, в том числе и в России, например, набирает обороты недавно открывшийся сайт Авто и авто.
- Метод на основе данных прохождении регулярного техосмотра. Такие данные регулярно собираются и вносятся в компьютерную базу данных в Германии. Ежегодно на основе этих данных операторы техосмотра (TUV) публикуют рейтинг надежности. С одной стороны за счёт большой выборки такой рейтинг явно репрезентативный. При этом есть и недостаток: рейтинг выявляет только поломки не устранённые самим водителем. Если водитель регулярно заботится о своей машине и успевает поломки устранять до поездки на техосмотр, то такие поломки учтены не будут.
- Метод на основе сбора статистики поломок страховыми компаниями. Например, такую статистику собирает британская страховая компания WarrantyDirect.

## Тенденции и результаты
Надо отметить, что результаты анализа надежности сильно отличаются в различных источниках. Американские источники, например  Consumer Reports, так же как WarrantyDirect и autoiauto.ru отдают предпочтение корейским и японским автомобилям, в то же время в рейтинге TUV, основанном на данных техосмотров в Германии, в лидерах находятся автомобили немецких марок.